# Duke Dumont
Adam Dyment (né le 27 août 1982), plus connu sous son nom de scène Duke Dumont, est un DJ et producteur britannique. Il est particulièrement connu pour ses tubes Need U (100%) avec A*M*E et I Got U avec Jax Jones. Il gère le label Blasé Boys Club et l'a également utilisé comme alias de production. Il a remixé plusieurs titres, notamment plusieurs qui ont été classés en Grande-Bretagne[réf. nécessaire].

## Carrière

### 2007-2011: débuts
Sa carrière a été lancée par Switch (qui a produit pour Beyoncé, M.I.A., Santigold), et il s'est fait un nom en remixant des titres populaires, notamment The Fear de Lily Allen, Two Doors Down de Mystery Jets et Daniel de Bat for Lashes.
En mars 2007, il sort son premier EP, Regality EP, pour Turbo qui fut suivi en août 2008 par The Dominion Dubs EP sur Dubsided. Duke a mixé la compilation de l'album FabricLive.51 (2010) pour le club londonien Fabric.
En 2011 il a déménagé hors de Londres, dans la province du Hertfordshire (où son studio surplombe une forêt), pour se concentrer sur des matériaux originaux.

### Depuis 2012
En 2012, Duke Dumont sort deux EP sur Tiga's Turbo Recording, For Club Only Vol. 1 & Vol. 2, qui ont été diffusés par Annie Mac & Fearne Cotton sur la BBC Radio 1, et par Trevor Nelson sur la BBC Radio 1Xtra. La même année, il a remixé Your Drums, Your Love de Aluna George et The Keepers de Santigold.
Le 31 mars 2013, sort le single Need U (100%). Le titre présente la voix du chanteur compositeur originaire du Sierra Leone A*M*E. Le titre est arrivé en tête de l'UK Singles Chart, et s'est également classé en Belgique (Flandres) et aux Pays-Bas. Le clip officiel, dirigé par Ian Robertson, compte désormais plus de 29 millions de vues sur Youtube.
Le 1er juillet 2013, Pitchfork dévoile le nouveau single de Duke Dumont, Hold On, avec la voix de MNEK.
Le 6 décembre 2013 est dévoilé son nouveau titre I Got U en collaboration avec Jax Jones, servant de premier extrait à l'EP EP1. Le titre reprend les paroles de la chanson My Love Is Your Love de Whitney Houston, rechantées par Kelli-Leigh. I Got U atteint le sommet de l'UK Singles Chart, ainsi que de l'Irish Singles Chart, et se classe dans de nombreux pays.
En 2015, Duke Dumont sort Ocean Drive cette chanson connait un fort succès sur YouTube et cumule 500 millions de vues en février 2020.

## Discographie

### Album studio
| Titre   | Détails                                                                          | Positions |
| Titre   | Détails                                                                          | R-U       |
| ------- | -------------------------------------------------------------------------------- | --------- |
| Duality | - Sortie: 17 Avril 2020 - Label: Virgin EMI - Formats: téléchargement, streaming | 99        |

### Singles
| Titre                                                                           | Année | Positions | Positions | Positions | Positions | Positions | Positions | Positions | Positions | Positions | Positions | Positions | Positions | Certifications                                            | Album                    |
| Titre                                                                           | Année | R-U       | ÉCO       | ALL       | AUS       | BEL (FL)  | BEL (WAL) | DAN       | É-U Dance | FRA       | IRE       | P-B       | SUI       | Certifications                                            | Album                    |
| ------------------------------------------------------------------------------- | ----- | --------- | --------- | --------- | --------- | --------- | --------- | --------- | --------- | --------- | --------- | --------- | --------- | --------------------------------------------------------- | ------------------------ |
| Need U (100%) (featuring A*M*E)                                                 | 2013  | 1         | 1         | 43        | 40        | 17        | —         | 31        | 24        | —         | 27        | 18        | —         | - BPI: Platine - ARIA: Platine                            |                          |
| Hold On (featuring MNEK)                                                        | 2013  | —         | —         | —         | —         | —         | —         | —         | —         | —         | —         | —         | —         |                                                           |                          |
| I Got U (featuring Jax Jones + vocaux de Kelli-Leigh)                           | 2014  | 1         | 2         | 22        | 17        | 14        | 32        | 36        | 13        | 35        | 1         | 45        | 23        | - BPI: Platine - ARIA: Platine - FIMI: Platine - RIAA: Or | EP1                      |
| Won't Look Back (vocaux de Yolanda Quartey)                                     | 2014  | 2         | 3         | 41        | 37        | —         | —         | —         | 19        | 180       | 36        | 41        | 60        | - BPI: Silver                                             | EP1                      |
| The Giver (Reprise)                                                             | 2015  | 32        | 21        | —         | —         | —         | —         | —         | 40        | —         | —         | —         | —         | - BPI: Silver                                             | EP1                      |
| Ocean Drive (vocaux de Boy Matthews)                                            | 2015  | 42        | 27        | —         | 5         | —         | —         | —         | 14        | 68        | 56        | 32        | —         | - BPI: Platine - ARIA: 4× Platine - RIAA: Or              | Blasé Boys Club Pt. 1    |
| Be Here                                                                         | 2016  | —         | —         | —         | —         | —         | —         | —         | —         | —         | —         | —         | —         |                                                           | For Club Play Only Pt. 4 |
| Real Life (avec Gorgon City featuring Naations)                                 | 2017  | 31        | 31        | —         | —         | —         | —         | —         | —         | —         | 70        | —         | —         | - BPI: Argent                                             | Escape                   |
| Inhale (avec Ebenezer)                                                          | 2018  | —         | —         | —         | —         | —         | —         | —         | —         | —         | —         | —         | —         |                                                           |                          |
| Runway (For Club Play Only Pt. 5)                                               | 2018  | —         | —         | —         | —         | —         | —         | —         | 55        | —         | —         | —         | —         |                                                           |                          |
| Red Light Green Light (For Club Play Only Pt. 6) (featuring Shaun Ross)         | 2019  | —         | —         | —         | —         | —         | —         | —         | —         | —         | —         | —         | —         |                                                           |                          |
| The Power (avec Zak Abel)                                                       | 2019  | —         | 74        | —         | —         | —         | —         | —         | 17        | —         | —         | —         | —         |                                                           | Duality                  |
| Therapy                                                                         | 2020  | —         | 45        | —         | —         | —         | —         | —         | 21        | —         | —         | —         | —         |                                                           | Duality                  |
| Love Song                                                                       | 2020  | —         | —         | —         | —         | —         | —         | —         | —         | —         | —         | —         | —         |                                                           | Duality                  |
| Let Me Go (featuring RY X)                                                      | 2020  | —         | —         | —         | —         | —         | —         | —         | —         | —         | —         | —         | —         |                                                           | Duality                  |
| Nightcrawler (featuring Say Lou Lou)                                            | 2020  | —         | —         | —         | —         | —         | —         | —         | —         | —         | —         | —         | —         |                                                           | Duality                  |
| The Chant (For Club Play Only Pt. 8)                                            | 2023  | —         | —         | —         | —         | —         | —         | —         | —         | —         | —         | —         |           |                                                           |                          |
| Losing Control (avec Nathan Nicholson)                                          | 2023  | —         | —         | —         | —         | —         | —         | —         | —         | —         | —         | —         | —         |                                                           |                          |
| Something On My Mind (avec Purple Disco Machine & Nothing But Thieves)          | 2023  | —         | —         | —         | —         | 4         | —         | —         | —         | —         | —         | —         | —         |                                                           |                          |
| "—" signifie que le single n'est pas sorti ou ne s'est pas classé dans ce pays. |       |           |           |           |           |           |           |           |           |           |           |           |           |                                                           |                          |

### Remixes
- 2006 : Mekon featuring Roxanne Shante - Yes Yes Y'all (Duke Dumont Remix)
- 2006 : Missy Elliott - We Run This (Duke Dumont Remix)
- 2008 : Idiotproof - The Deacon (Duke Dumont "Live From Brooklyn" Remix)
- 2008 : EPMD - Run It (Duke Dumont Remix)
- 2008 : Late of the Pier - Bathroom Gurgle (Duke Dumont Remix)
- 2008 : Jesse Garcia - Off Da Hook (Duke Dumont Remix)
- 2008 : Mystery Jets - Two Doors Down (Duke Dumont Reconstruction)
- 2009 : Bat for Lashes - Daniel (Duke Dumont Remix)
- 2009 : Lily Allen - The Fear (Duke Dumont Remix)
- 2009 : Skunk Anansie - Because of You (Dumont's Because Of I Remix)
- 2010 : Babe Terror - Epicentro (Duke Dumont Rework)
- 2010 : LA Riots - The Drop (Duke Dumont's "Move Like A Bullet Train" Remix / Duke Dumont's "Thudding Like Elmer" Remix)
- 2011 : Gucci Mane - Dollar Sign (Duke Dumont Remix)
- 2011 : Yes Wizard - Elephant & Castle (Duke Dumont Remix)
- 2011 : ZZT - Party's Over Los Angeles (Duke Dumont Remix)
- 2011 : Justice - Let There Be Light (Duke Dumont Remix)
- 2012 : Metronomy - Everything Goes My Way (Jesse Rose & Duke Dumont Re-Dub)
- 2012 : Bonobo - Black Sands (Duke Dumont's "Grains Of Sand" Reconstruction Edit)
- 2012 : Canyons - When I See You Again (Duke Dumont "Rain On Kilimanjaro" Remix)
- 2012 : Beardyman - Smell the Vibe (Duke Dumont Remix)
- 2012 : Sinden - Keep It 1000 (Duke Dumont Remix)
- 2012 : Santigold - The Keepers (Duke Dumont's Pour Hommes Remix / Duke Dumont's Pour Femmes Remix)
- 2012 : AlunaGeorge - Your Drums, Your Love (Duke Dumont Remix)
- 2013 : Haim - Falling (Duke Dumont Remix)
- 2013 : Syron - Here (Blasé Boys Club Remix)
- 2013 : Duke Dumont featuring A*M*E - Need U (100%) (Blasé Boys Club Dub)
- 2013 : Duke Dumont featuring MNEK - Hold On (Blasé Boys Club Dub)
- 2013 : Donna Summer - Dim All the Lights (Duke Dumont Remix)
- 2014 : Tensnake featuring Nile Rodgers & Fiora - Love Sublime (Duke Dumont Remix)
- 2014 : Kiwi - The Mara (Duke Dumont Remix)
- 2014 : Duke Dumont - Won't Look Back (Duke Dumont Dub)
- 2015 : Mark Ronson featuring Keyone Starr - I Can't Lose (Duke Dumont Remix)
- 2015 : Fono - Real Joy (Duke Dumont Remix)
- 2017 : The Killers - The Man (Duke Dumont Remix)